# Messier 23
Messier 23 eller NGC 6494 är en öppen stjärnhop i nordvästra delen av stjärnbilden Skytten, som upptäcktes av Charles Messier 1764. Den kan med gott resultat observeras med en handkikare eller ett mindre teleskop. Den befinner sig framför ett omfattande gas- och stoftmoln, utan någon fysisk förbindelse med detta. Den ligger inom 5° från ekliptikan varför den kan vara föremål för ockultation med månen.

## Egenskaper
Messier 23  befinner sig på ett avstånd av 2 050 ljusår från jorden, och har en radie på 15-20 ljusår. Uppskattningen av antalet stjärnor som har identifierats i hopen varierar från 169 upp till 414 med en sammanlagd direkträknad massa av 1 206 solmassor eller 1 332 solmassor vid tillämpning av virialsatsen. Den ljusaste stjärnan (Lucida) är av magnitud 9,3.
Stjärnhopen är omkring 330 miljoner år gammal med en solliknande metallicitet av [Fe/H] = −0,04. Fem av stjärnorna i hopen kan antas vara röda jättar, medan den orangea variabeln VV Sagittarius i den sydligaste delen, kan vara en stjärna på den asymptotiska jättegrenen.
En stjärna av sjätte magnituden i det övre högra hörnet, längst i nordväst, är en förgrundsstjärna – HD 163245 (HR 6679). Dess parallaxskifte är 9,8912 ± 0,0518 mas, efter korrigering för egenrörelse, vilket betyder att den befinner sig på ett avstånd av ca 330 ljusår (101 pc) från solen. 

## Galleri

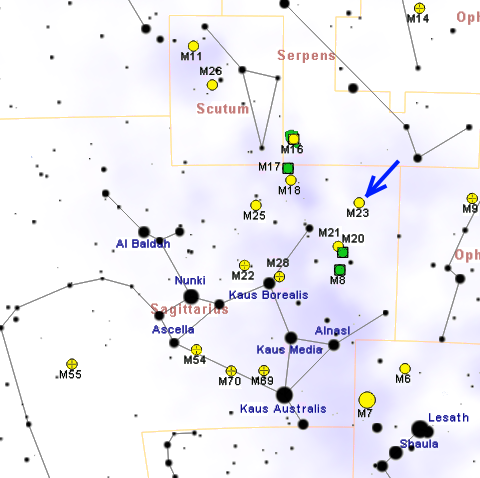
Map showing the location of M23